# (500049) 2011 UY5
(500049) 2011 UY5 es un asteroide perteneciente al cinturón de asteroides, descubierto el 23 de septiembre de 2011 por el equipo del Mount Lemmon Survey desde el Observatorio del Monte Lemmon, Arizona, Estados Unidos.

## Designación y nombre
Designado provisionalmente como 2011 UY5.

## Características orbitales
2011 UY5 está situado a una distancia media del Sol de 2,153 ua, pudiendo alejarse hasta 2,569 ua y acercarse hasta 1,737 ua. Su excentricidad es 0,193 y la inclinación orbital 2,903 grados. Emplea 1154,18 días en completar una órbita alrededor del Sol.

## Características físicas
La magnitud absoluta de 2011 UY5 es 18,7.